# France 3 Côte d'Azur
France 3 Côte d'Azur est une des vingt-quatre antennes métropolitaines de proximité de France Télévisions, émettant sur l'est de la région Provence-Alpes-Côte d'Azur, et basée à Antibes.

## Histoire de la chaîne
La région de Nice reçoit son premier journal télévisé local le 20 février 1964 depuis le centre RTF de la Brague à Antibes en décrochage de la station marseillaise et Télé-Marseille devient ORTF Télévision Marseille Provence le 27 juin.
À la suite de l'éclatement de l'ORTF le 31 décembre 1974 et à la création de la nouvelle société nationale de programme France Régions 3 responsable de toutes les chaînes de radio et de télévision régionales, la station est rebaptisée FR3 Provence-Alpes-Côte d'Azur dès le 6 janvier 1975 lorsque les programmes régionaux passent de la deuxième à la troisième chaîne.
À partir du 5 septembre 1983, le programme régional est diffusé en soirée de 17h00 à 19h55 et la publicité sur l'antenne régionale est autorisée par la Haute Autorité de la communication audiovisuelle en 1984.
La station change son nom en FR3 Méditerranée à l'occasion du changement d'habillage de FR3 le 6 mai 1986.
L'information régionale est diffusée tous les jours de 19h10 à 19h30 dans le cadre du 19/20 dès 1990.
Avec la création de France Télévision le 7 septembre 1992, FR3 Méditerranée devient France 3 Méditerranée.
Fin 2009, la direction régionale de France 3 Méditerranée couvrait 6 départements et comptait deux rédactions régionales (Marseille et Antibes), trois éditions locales (Marseille, Nice et Toulon), sept bureaux permanents et une unité régionale de production. Depuis le 4 janvier 2010, une nouvelle organisation de France 3 a été mise en place dans le cadre de l'entreprise unique. L’un des changements majeurs pour France 3 est la suppression de ses 13 directions régionales remplacées par quatre pôles de gouvernance (Nord-Est, Nord-Ouest, Sud Ouest et Sud-est) localisés dans quatre grandes villes de France, celui du Sud-Est ayant été attribué à Marseille. Les régions sont redécoupées en 24 antennes dites de proximité. Le bureau régional d'information d'Antibes cesse de dépendre de Marseille, qui a perdu son rôle de direction régionale, pour devenir autonome. France 3 Méditerranée se scinde alors en deux antennes de proximité : France 3 Provence-Alpes et France 3 Côte d'Azur.
À la suite de l'épisode cévenol du 3 octobre 2015 entre 20h et 22h sur Antibes, la station régionale était dans l'indisponibilité de diffuser ses programmes. Les différents journaux étaient communs avec l'antenne marseillaise durant les jours suivants.

## Identité visuelle
Le 29 janvier 2018, France 3 dévoile le nouveau logo pour la région et locale Côte d'Azur, qui a été mise à l'antenne depuis le 29 janvier 2018.

### Identité visuelle (logo)

Logo de l'O.R.T.F. Télévision Marseille Provence du 27 juin 1964 au 5 janvier 1975.
Logo de FR3 Provence-Alpes-Côte d'Azur-Corse du 6 janvier 1975 au 15 décembre 1982.
Logo de FR3 Provence-Alpes Côte d’Azur-Corse du 6 mai 1986 au 22 novembre 1988.
Logo de France 3 Méditerranée du 7 septembre 1992 au 7 janvier 2002.
Logo de France 3 Méditerranée du 7 janvier 2002 au 7 avril 2008.
Logo de France 3 Méditerranée du 7 avril 2008 au 3 janvier 2010.
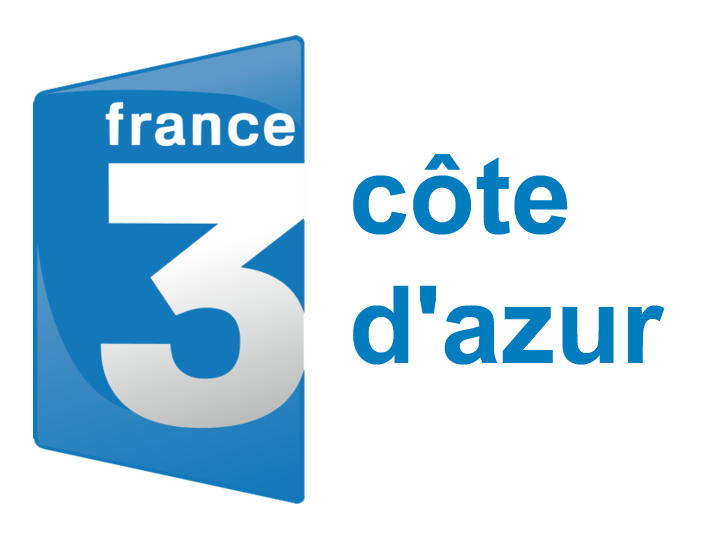
Logo de France 3 Côte d'Azur du 4 janvier 2010 au 28 janvier 2018.
Logo de France 3 Côte d'Azur depuis le 29 janvier 2018.

## Slogans
- 1992-2001 : « France 3, la télé qui prend son temps »
- 2001-2010 : « France 3, de près, on se comprend mieux »[2]
- 2010-2011 : « France 3, avec vous, à chaque instant »
- 2011-2012 : « Entre nous, on se dit tout »
- 2012-2013 : « Vous êtes au bon endroit »
- 2013 : « Depuis 40 ans, vous êtes au bon endroit »
- Novembre 2013 : « Nos régions nous inspirent, nos régions vous inspirent »
- Septembre 2018 : « Sur France 3, vous êtes au bon endroit »

## Organisation

### Dirigeants
L'équipe de direction de France 3 Provence-Alpes-Côte d'Azur
- Directeur régional : Samuel Peltier
- Déléguée aux antennes et aux contenus : Béatrice Nivois
- Administrateur des antennes : Thomas Bonnet
- Coordinateur numérique : Jérôme Comin
- Déléguée à la communication : Bérénice Bury

Antenne France 3 Côte d'Azur
- Rédacteur en chef : Gilles Lefèvre
- Rédactrice en chef adjointe : Nathalie Baffert
- Rédactrice en chef adjointe : Mekioussa Boudjema
- Rédacteur en chef adjoint : Gérald Teissier
- Rédacteur en chef adjoint : Vincent Capus
- Rédacteur en chef adjoint chargé de l’édition locale de Nice : Olivier Orsini
- Rédactrice en chef adjointe chargée des éditions numériques : Anne Le Hars
- Cheffe de centre technique : Séverine Meignan-Benbournane

Bureaux permanents
- Draguignan : Alexandre Dequidt – Maxime Meuneveaux
- Menton : Loïc Blache - Laurent Meney

### Mission
La mission des antennes régionales de France 3 est de produire de l’information et des programmes de proximité sur tous les supports de diffusion.

### Siège et bureaux permanents
Le siège de France 3 Côte d'Azur est situé au 159, avenue du Pylône à La Brague à Antibes.
Pour couvrir l'actualité de la Côte d'Azur, l'antenne dispose d'une rédaction régionale basée à Antibes dans le siège de France 3. La couverture est complétée par une rédaction locale à Nice et par deux bureaux d'information de proximité à Draguignan et Menton.

## Émissions régionales

### Journaux télévisés
- ici 12/13 Côte d'Azur : toute l'actualité régionale diffusée chaque jour dès 12h25
- ici 19/20 Côte d'Azur : toute l'actualité régionale diffusée chaque jour dès 19h14

Diffusion d'une édition locale :
- ici 19/20 Nice : toute l'actualité de Nice diffusée chaque jour à 19h07

### Magazines d'information
- Enquêtes de Région : (un mercredi par mois) Les équipes des trois rédactions proposent une immersion au cœur de nos populations et de nos territoires.
- Dimanche en Politique : (chaque Dimanche à 11h15) Ce rendez-vous hebdomadaire traite de politique, mais également de faits de société et de tout ce qui touche à la vie de notre territoire.

### Magazines de découverte et de patrimoine
- Vous êtes Formidables, du lundi au vendredi à 10h30  : un magazine matinal, positif, inspirant et proche du public, qui donne la parole à des femmes et des hommes formidables de notre région.
- Mediterraneo, le samedi à 11.15 : histoire, économie, société, culture, patrimoine, environnement… 26 minutes pour découvrir les particularités et les richesses des pays méditerranéens.
- Mon Côté Sud, Titoff en Cuisine, C’est pas le jour, le samedi à 12.55 : dans ces magazines, on donne la parole aux personnalités de notre région. En alternance : «Mon Côté Sud», découverte d’une ville dans les pas d’une célébrité, «Titoff en cuisine », de l’humour et une recette partagée avec une vedette, «C’est pas le jour», exploration du monde de la nuit avec une personnalité à bord de notre voiture.
- Vaqui, le dimanche à 10h20 : de la Camargue à l’Estérel, du Ventoux aux Écrins, du Verdon à Porquerolles, du Luberon à la Croisette... L’équipe du magazine en langue d’oc poursuit la découverte du territoire régional.
- Vue sur mer, Waouh le Sud, Prioriterre, le dimanche à 12.55 : des magazines de découverte ! En alternance : «Vue sur mer», rencontre avec des femmes et des hommes passionnés qui se battent pour la Méditerranée, «Waouh ! Le Sud» démonstration de sports extrêmes avec Nathalie Simon et de grands champions, «Prioriterre», le magazine du développement durable en PACA.

### Magazines culturels
- music.box, un mercredi par mois vers 23.00 sur France 3 Provence-Alpes-Côte d’Azur. Entre sessions live et interviews, music.box vous invite à découvrir chaque mois l’un vers de ceux qui font le son de notre région.
- .cult, le samedi à 19.14 sur France 3 Côte d’Azur : 6 minutes consacrées à la culture sur la Côte d’Azur.
- « Si on sortait », le vendredi à 19.14 sur France 3 Côte d’Azur : l’agenda culturel avec les coups de cœur de la rédaction

### Documentaires
- La France en Vrai (Chaque jeudi vers 22h50). Deux documentaires de 52 minutes, portent notre regard sur les évolutions de notre société, dressent le portrait de personnalités au destin hors du commun ou présentent le patrimoine historique de notre région.

### Émissions spéciales, prises d'antenne exceptionnelle[3]
- La chaîne retransmet les compétitions et événements sportifs de la région, mais aussi des captations de concerts ou spectacles, ou d'événements incontournables de la région.

## Diffusion
France 3 Côte d'Azur est diffusée sur le réseau analogique UHF SÉCAM sur toute la région Provence-Alpes-Côte d'Azur jusqu'au passage définitif au numérique terrestre le 24 mai 2011 pour la Côte d'Azur. La chaîne est aussi diffusée par satellite sur Canalsat (360) et Fransat (315) et sur les box Free 312 - Orange - TNT SAT 311 - Bbox/Bouygues 480 - Numericable (LaBox) - SFR 441.